# Tosefta
De Tosefta (Aramees: תוספתא) is een compilatie van de Joodse mondelinge wet uit de periode van de Misjna.

## Inhoud
Het woord Tosefta komt uit het Aramees en betekent aanvulling of toevoeging. De Tosefta is in de meeste gevallen een aanvulling op de Misjna (het belangrijkste Joodse werk dat de mondelinge wet bevat) en een verzameling naast de Misjna.
Net als de Misjna is de Tosefta in zes hoofdafdelingen (Sedariem) verdeeld en iedere hoofdafdelingen in traktaten (Masechtot). Slechts vier traktaten die wel in de Misjna voorkomen ontbreken in de Tosefta, te weten: Avot, Tamied, Midot en Kiniem. Desondanks is de Tosefta een omvangrijker werk dan de Misjna. In veel gevallen lopen de tekst van de Tosefta en die van de Misjna parallel, met dien verschil dat wetten in de Misjna meestal anoniem zijn, in de Tosefta worden toegeschreven aan tannaïem. In een aantal gevallen wijkt de tekst van de Tosefta echter af van die van de Misjna.
De Tosefta is geschreven in het rabbijnse Hebreeuws en in het Aramees.
Door de eeuwen heen zijn er verschillende commentaren op de Tosefta geschreven door vooraanstaande Joodse geleerden.

## Geschiedenis
De Tosefta werd omstreeks 220 n.Chr. gecodificeerd. Volgens Rabbijnse traditie waren rabbi Chija bar Abba I en rabbi Hosaäja hiervoor verantwoordelijk.

## Handschriften
- Handschrift Erfurt (oudste handschrift, 12de/13de eeuw, onvolledig - staatsbibliotheek van Berlijn)
- Handschrift Wenen (oudste complete handschrift, late 13de eeuw - Nationale Bibliotheek van Oostenrijk)
- Handschrift Londen (15de eeuw, onvolledig, British Library, Londen)

Veel oude fragmenten zijn gevonden aan het einde van de 19de eeuw in een opslagruimte (Geniza) van een oude synagoge in Caïro. De Bar-Ilan Universiteit in Ramat Gan (Israël) heeft deze fragmenten online gezet.
In 1521 werd het eerste exemplaar van de Tosefta gedrukt in Venetië door Daniel Bomberg, samen met Sefer Halachot van Yitschak Alfasi.